# Parvamussium sinense
Parvamussium sinense is een tweekleppigensoort uit de familie van de Propeamussiidae. De wetenschappelijke naam van de soort is voor het eerst geldig gepubliceerd in 1980 door Wang.